# Wanda Wulz (gruppo musicale)
I Wanda Wulz sono un gruppo musicale italiano composto da Ludovico Padovan e Andrea Pozzi.
Propongono una musica elettronica unita al cantautorato italiano, al jazz e alla darkwave.
Nel 2012 esce per la casa discografica svizzera SDN il primo album, :Colorermetico:, dark elettronico, con la collaborazione di Filippo Spadoni, che raccoglie recensioni positive, tra cui quella di Rockerilla.
Nel 2014 esce per Ondaermetica Records il secondo lavoro, :Manifesto intrepido:, composto da Padovan e Pozzi, che amplifica la vena dark del primo album aggiungendo atmosfere ambient. Come nel lavoro precedente, i testi sono cantati e recitati in italiano. L'album riscuote un rinnovato successo di critica anche fuori dai confini italiani.
Nel 2016 il gruppo dà alle stampe attraverso la milanese Eibon Records di Mauro Berchi (componente dei Canaan) il terzo album, :Polaris:. Il disco viene candidato al Premio Tenco di quell'anno per la categoria cantautori.
Il lavoro si avvale delle collaborazioni di Lorenzo Arese alla batteria, Marcello Turcato al sax, Sara Lepri, Gianni Pedretti dei Colloquio, Andrea Carta e Mauro Berchi alle voci.
Rispetto ai lavori precedenti l'album presenta venature jazz e post-rock. Le foto di copertina e del compact disc sono state realizzate da Roberto Kusterle.

## Discografia
- 2012 - Colorermetico
- 2014 - Manifesto intrepido
- 2016 - Polaris
- 2020 - Idioletto